# جيري تشامبرز
جيري تشامبرز (بالإنجليزية: Jerry Chambers)‏ مواليد 18 يوليو 1943 في واشنطن العاصمة، هو لاعب كرة سلة أمريكي سابق. بدأ مسيرته الاحترافية في سنة 1966. تم اختياره من قبل فريق لوس أنجلوس ليكرز خلال الدرافت. يبلغ طوله 6 قدم 5 بوصة (2.0 م). اعتزل اللعب في 1974.

## المسيرة الاحترافية
لعب مع لوس أنجلوس ليكرز في موسم 1966–1967، ثم لعب مع فينيكس صنز في موسم 1969–1970، ثم لعب مع أتلانتا هوكس في موسم 1970–1971، ثم لعب مع بوفالو بريفز في موسم 1971–1972، ثم لعب مع سان أنطونيو سبرز في موسم 1973–74 .

## روابط خارجية
- جيري تشامبرز على موقع إن بي أي (الإنجليزية)
- جيري تشامبرز على موقع سبورتس رفرنس (الإنجليزية)
- جيري تشامبرز على موقع كلية كرة السلة في سبورتس رفرنس.كوم (الإنجليزية)
- جيري تشامبرز على موقع ريلجم (الإنجليزية)
- جيري تشامبرز على موقع بروبوليرز (الإنجليزية)